# Дунапатај
Дунапатај (мађ. Dunapataj) је село у Мађарској, јужном делу државе. Село је насељено место Бач-Кишкунске жупаније, са седиштем у Калочи.

## Положај
Дунапатај лежи на левој обали Дунава, више од 100 километара јужно од Будимпеште. На њеној територији се налази популарно купалиште и рекреациони центар, језеро Селид и насеље Селид настало на јужној страни језера.
Суседна насеља: Харта са севера, Кишкереш са истока, Сакмар и Ујтелек са југоистока, Гедерлак са југозапада, Ордак са запада и Мадоча, која се налази на другој страни Дунава, на северозападном делу. Њено административно подручје је у контакту са Кецелом на истоку, а на кратком делу на југу са границама Усода и Фоктеа.

## Историја
Између Дунапатаја и суседног језера Селид пронађени су остаци насеља бронзаног доба, према којима је то подручје већ било насељено.
У време „мађарских освајања” данашње панонске низије, Мађари су се рано населили у овај крај, који је још увек био јако прекривен мочварама и рекама, и благо је брдовит.
Ову област је заузимало централно племе, Арпадово племе. Из овог периода потиче и локални назив Патај, који потиче од имена једног поглавара Пата. Могао је бити савременик Гезе Пате или неки од рођака.
Документа први пут помињу име села 1145. године, затим у 13-14. веку. забележено је да је село имало велику камену цркву. Патај је у средњем веку припадао седишту Шолта у данашњој Фејерској жупанији, а према документу из 1424. године већ је тада имао жупу.
Пазарски град је релативно добро преживео турско потчињавање, није уништен, његово становништво је остало континуирано и повећавало се са досељеницима.
Краљ Фердинанд је 1561. године поклонио градић Јаношу Пакшију, капетану замка Комаром. Ширењем протестантизма Патај је реформисан и огромна већина становништва припадала је реформаторској вери. Први аутентични податак о реформацији у Патају је Херцегселеш синод из 1576. године, на коме је учествовао и Михаљ Татар, проповедник из Патаја. Католичка религија је почела да се уважава у насељу тек од 18. века, досељавањем католика.
Кнез Ракоци је у свом писму заштите од 1703. године забранио својим трупама да нападају становнике насеља и оштећују њихову имовину. Током 1700-их, Патај је неколико пута мењао власнике.
Насеље је једно време било реформисано епископско седиште, а његов бискуп рођен у Патају био је Патаји П. Шамуел. Католици су тек у насељени 18 и 19. веку. У 19. веку већина становништва је све донедавно остала реформисана.
У 19. веку у насељу се одвијала значајна трговина, одржавала су се 3 национална сајма годишње, а неколико сувих млинова прерађивало је жито које су мештани производили. Поред житарица, њени усеви обухватају лук и поврће, грожђе и воће, али је било значајно и сточарство, посебно сточарство.
Одлучујући и болан догађај Патаја било је време Мађарске совјетске републике, укључујући 18. и 23. јун 1919. године. Ту је кренула контрареволуција дуж Дунава против комунистичке диктатуре. После кратке борбе, црвена сила је победила, а током накнадних репресалија које је предводио Тибор Шамуел, озлоглашени „Лењинови дечаци” су обесили или убили 63 особе.
Почетком 20. века Дунапатај је припадао округу Дунавечеји дела Пешта-Пилиш-Солт-Кишкун до реорганизације жупаније 1950. године.
Године 1910. од 5.871 становника 5.858 су били Мађари. Од тога је 3.718 било реформираних, 1.870 римокатолика, а 186 Израелаца.

### Градоначелници
- 1990–1994: Габор Шрам (независан)[2][3]
- 1994–1998: Габор Шрам (независан)[4]
- 1998–2002: Антал Нађ (независан)[5]
- 2002–2006: Антал Нађ (независан)[6]
- 2006–2010: Чаба Душноки (независан)[7]
- 2010–2014: Чаба Душноки (независан)[8]
- 2014–2019: Чаба Душноки (независан)[9]
- 2019-данас: Чаба Душноки (независан)[10]

### Демографија
Током пописа из 2011. године, 89,9% становника се изјаснило као Мађари, 2,9% као Роми, 1,5% као Немци и 0,2% као Румуни (10% се није изјаснило; због двојног идентитета, укупан број може бити већи од 100% -ат). 
Верска дистрибуција је била следећа: римокатолици 38,3%, реформисани 31,4%, лутерани 1,4%, гркокатолици 0,3%, неденоминациони 8,1% (19,7% се није изјаснило).

## Извори на мађарском језику
- Magyar Bálint: A Dunánál I–II. Dunapataj 1944–1958. Dokumentumszociográfia. Új Mandátum Kiadó, Jelenkutató Alapítvány, Budapest, 2007
- Barabás István: A dunapataji unitárius egyházközség; Fővárosi Ny., Bp., 1938
- A Patajiak Köre. Az egyesület története, 1985–1995; összeáll. Fábián János, szerk. Márczis Márta; MMI, Bp., 1996
- Horváth Ferenc: Száz éves a Kunszentmiklós-dunapataji vasútvonal, 1902–2002; MÁV Rt. Vezérigazgatóság, Bp., 2002 (Vasúthistória könyvek)
- Schill Tamás: A dunapataji Kossuth-szobor; Pataji Múzeum, Dunapataj, 2007
- Schill Tamás: A Pataji Múzeum és Tájház rövid ismertetője / Értékőrző Harta. A Hartai Helytörténeti Gyűjtemény és Tájház rövid kalauza; szöveg Kustár Rozália, Gottschall Péter; Hartai Helytörténeti Gyűjtemény és Tájház–Pataji Múzeum, Harta–Dunapataj, 2009
- Rákóczy Rozália: A dunapataji polgári iskola iratai. Történeti dokumentumok a Pataji Múzeumban. Bibliográfia; Dusnoki Csaba, Dunapataj, 2010
- Élettörténet a világháborúból, 1914–1917. Faddi József dunapataji népfölkelő naplója; előszó, jegyz. Rákóczy Rozália; Kalocsai Múzeumbarátok Köre–Viski Károly Múzeum, Dunapataj–Kalocsa, 2014 (Kalocsai múzeumi értekezések)
- Dunapataj a 19–20. században. Történelem, néprajz; szerk. Schill Tamás; Dunapatajért Közalapítvány, Dunapataj, 2016
- A Dunapataji Református Egyházközség története a kezdetektől a 19. század végéig; szerk. Schill Tamás; Dunapatajért Közalapítvány, Dunapataj, 2018
- Dunapataj 1919. Írások, dokumentumok az 1919-es dunapataji népfölkelés történetéhez és emlékezetéhez; összeáll. Kiss Gy. Csaba, Schill Tamás; Dunapatajért Közalapítvány, Dunapataj, 2019